# Risotto alla milanese
Il risotto alla milanese (chiamato anche riso giallo e risotto allo zafferano, ris sgiald o risot a la milanesa in lingua lombarda) è, insieme alla cotoletta alla milanese e al panettone, il piatto più tipico e conosciuto di Milano. Si tratta di un risotto i cui ingredienti principali, oltre a quelli necessari per preparare un risotto in bianco, sono lo zafferano, dal quale deriva il suo caratteristico colore giallo, e il midollo di bue.
Può essere servito anche come contorno dell'ossobuco, altro piatto tipico milanese.

## Storia

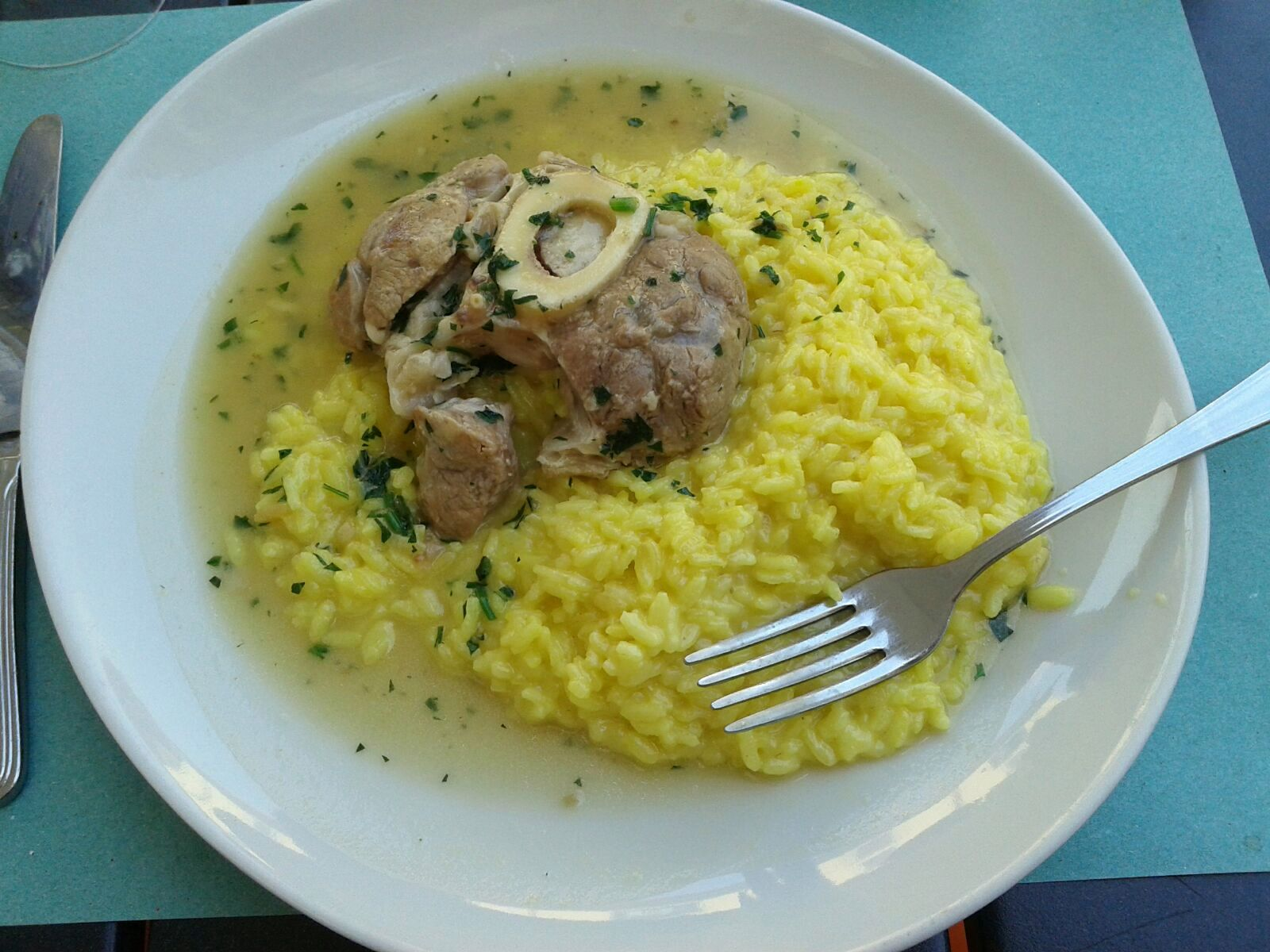
Ossobuco con risotto alla milanese

Le origini del risotto alla milanese risalgono al Medioevo e sono collegate a un'analoga ricetta della cucina araba e della cucina ebraica. Nel Medioevo, in Italia, questa pietanza era conosciuta come riso col zafran.
La prima ricetta nota perviene dal 1574, alla tavola del vetratista belga Valerio di Fiandra, che all'epoca risiedeva a Milano poiché stava lavorando alle vetrate del Duomo di Milano. Per il matrimonio di sua figlia i suoi colleghi vetratisti fecero aggiungere a un risotto bianco al burro dello zafferano: questa spezia era infatti utilizzata dai vetratisti per ottenere una particolare colorazione gialla dei vetri. Il nuovo piatto ebbe subito successo, sia per il suo sapore che per la sua tonalità gialla, che ricordava l'oro, sinonimo di ricchezza. Lo zafferano ha anche riconosciute proprietà farmacologiche e quindi il risotto giallo si diffuse presto nelle osterie e nelle taverne milanesi.
Il risotto alla milanese scomparve subito dalle cronache per ricomparire sui documenti nel 1809, quando viene definito "riso giallo in padella". In seguito, nel 1829, su un altro libro di ricette, la celebre pietanza meneghina viene definita "risotto alla milanese giallo", prendendo la denominazione con cui è universalmente conosciuta ancora oggi.
Nel ricettario Nuovo cuoco milanese economico di Giovanni Felice Luraschi, tra gli ingredienti del risotto giallo compare anche la cervellata, la tipica salsiccia milanese.

### Il risotto alla milanese nel regime fascista
Il risotto alla milanese era presente in diverse versioni nei ricettari che dall’inizio del Novecento cominciano ad essere scritti anche da donne sebbene contenessero solo l'elenco degli ingredienti, senza altre indicazioni sulle dosi o sul metodo di cottura. Nel 1917 l’Associazione nazionale cucinieri pubblica Cucina di guerra, un ricettario che raccoglie ricette particolarmente economiche e pratiche, inserendo le dosi necessarie in ogni ricetta.

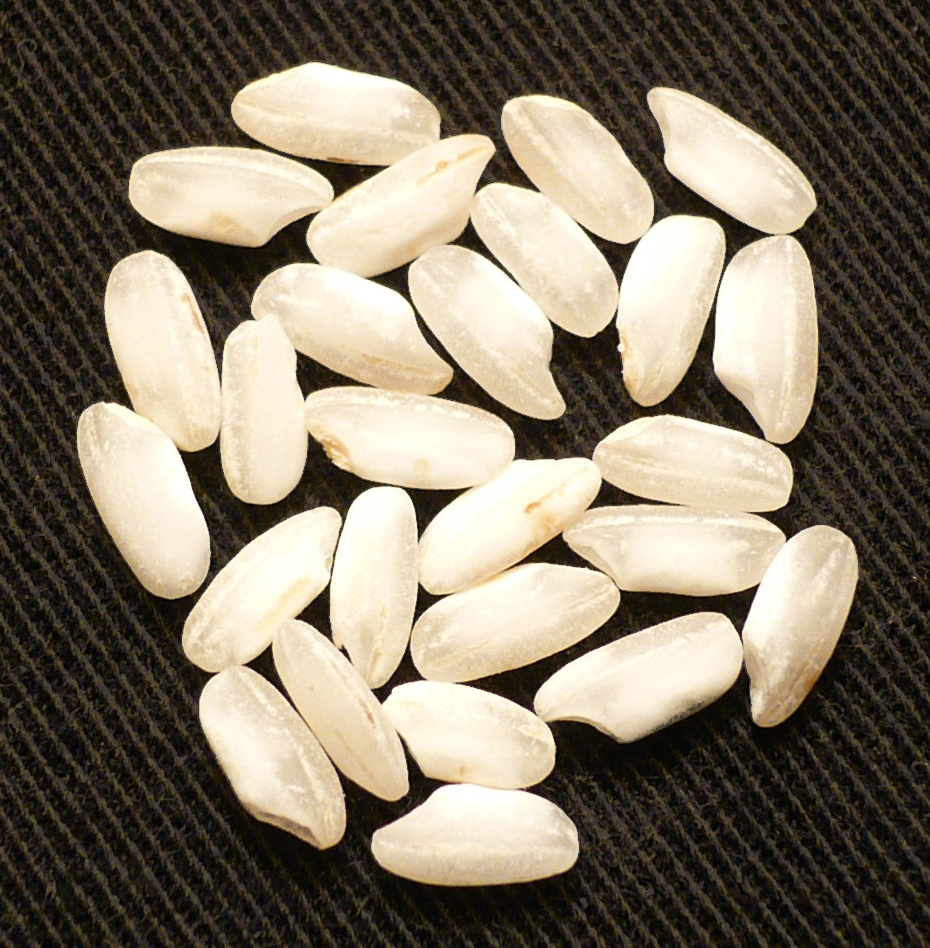
Chicchi di riso - qualità Carnaroli

Il ritorno ai valori tradizionali è stato uno dei capisaldi del Regime, che vedeva nella capacità culinaria una dote indispensabile per le giovani spose. Per questo motivo vennero pubblicate le prime edizioni di ricettari come Cucina pratica del 1936, scritto dall'anonima zia Carolina.

### L'esportazione della ricetta
Nel 1984 scrisse la moderna interpretazione di Gualtiero Marchesi, una delle più famose, “oro e zafferano” che, oltre a specificare la qualità di riso (Carnaroli) aggiunge, all'ultimo momento, quattro lamine finissime d'oro.
All'inizio degli anni Ottanta, nei ristoranti italiani negli Stati Uniti d'America il risotto è divenuto il piatto più richiesto, tanto che nel 1993 Florence Fabricant, critica gastronomica e scrittrice americana, pubblica sul quotidiano americano Nation's Restaurant News un articolo sul risotto, intitolandolo Mystique of Risotto (Mistica del Risotto).

### La ricetta depositata al Comune di Milano
Con delibera della Giunta Comunale del Comune di Milano, il 14 dicembre 2007, la seguente ricetta ha ricevuto il riconoscimento di Denominazione Comunale (De.Co.) del risotto alla milanese. L'acronimo De.Co. in Italia sta a indicare l’appartenenza di un piatto a un territorio e viene riconosciuto dai Comuni ai prodotti gastronomici più connessi al territorio e alla comunità locale.